# جمهورية بنين (1967)
جمهورية بنين (بالإنجليزية: Republic of Benin)‏ هي جمهورية انفصالية قصيرة الأمد غير معترف بها تقع في خليج بنين الساحلي في نيجيريا بمنطقة غرب أفريقيا واستمر وجودها لمدة يوم واحد فقط عام 1967، وسميت باسم عاصمتها مدينة بنين. سابقاً في منطقة غرب وسط نيجيريا، تمت السيطرة عليها من قبل قوات بيافرا خلال المراحل الأولى من الحرب الأهلية النيجيرية. تم إعلان عنها في الساعة 7:00 بتاريخ 20 سبتمبر عام 1967، حتى إنتهاء نيجيريا الاتحادية من إعادة سيادتها على الإقليم في الساعة 14:00 يوم 19 سبتمبر 1967.